# Desequilibrio (álbum)
Desequilibrio es el quinto álbum de estudio del grupo de rock argentino Los visitantes. Fue lanzado bajo el sello Universal Music en el año 1998. 

## Lista de canciones
1. Que está rico, que está feo
2. Una llave
3. Romina está aquí
4. Sr. Yo
5. La rosa moderna
6. Ilusión
7. Ella está tocada
8. El tabaquillo
9. La Pachamama
10. Los bastardos
11. El engaño
12. La muerte nos junta
13. Diosa del ritmo
14. Si van yo voy (malambo trunco)

## Músicos
- Federico Gahzarossian: bajo y coros
- Horacio Duboscq: saxo  y  clarinete
- Karina Cohen: coros  y  percusión
- Marcelo Belén: batería
- Alejandro Varela: guitarra
- Palo Pandolfo: guitarra y voz